# Va Va Voom
Va Va Voom è una canzone della rapper trinidadiana Nicki Minaj dall'edizione deluxe del suo secondo album in studio, Pink Friday: Roman Reloaded. La canzone era stata inizialmente pianificata come primo singolo dell'album, ma è stata sostituita all'ultimo momento da Starships. Ad ogni modo, dopo la pubblicazione della riedizione dell'album (Pink Friday: Roman Reloaded - The Re-Up), è stata annunciata come primo singolo di quest'ultima, ed è stata pubblicata il 12 settembre 2012.
Dal punto di vista musicale, Va Va Voom è una canzone europop e dance con influenze di dubstep, che parla di atteggiamenti sessuali verso un ragazzo. Va Va Voom ha ricevuto critiche molto positive, ed è stata lodata per l'accavallamento di pop e hip hop. Ancor prima che la canzone fosse distribuita come singolo è entrata in molte classifiche: si è presentata nella Top 40 in Australia, Irlanda e Regno Unito.
Nicki Minaj ha cantato il singolo per la prima volta in televisione il 25 gennaio 2013 nello show televisivo Jimmy Kimmel Live!.

## Composizione
Va Va Voom è stata scritta da Nicki Minaj, Lukasz Gottwald, Allan Grigg, Max Martin e Cirkut, con la produzione di Dr. Luke, Kool Kojak e Cirkut. Era stata pianifiacta come primo singolo da Pink Friday: Roman Reloaded: infatti doveva essere inviata alle stazioni radiofoniche il 7 febbraio 2012, ed è stata poi posticipata al 14. Infine, però, Nicki ha annunciato che Starships sarebbe stata pubblicata al suo posto.
Il 24 maggio 2012, sul sito web di Nicki fu postato un sondaggio, che chiedeva ai fan di scegliere i prossimi singoli. Il sondaggio era diviso in tre categorie, la terza chiedeva di scegliere il secondo singolo internazionale tra Pound the Alarm, Whip It, e Va Va Voom. Quest'ultima ha avuto più voti ed ha vinto, seguita da Whip It e Pound the Alarm. Ad ogni modo, visto che le stazioni radiofoniche inglesi, francesi ed australiane iniziarono a trasmettere Pound the Alarm, Nicki ha annunciato che questa era stata scelta al posto di "Va Va Voom".
Va Va Voom è stata pubblicata come terzo singolo pop dell'album il 12 settembre ed è stata aggiunta alle radio inglesi il giorno stesso; la canzone è stata la seconda più riprodotta dalle radio australiane nella settimana del 23 settembre 2012. Negli Stati Uniti invece è stata inviata alle radio il 23 ottobre 2012.

## Critica
Va Va Voom è stata molto acclamata dai critici, molti dei quali si sono complimentati per il mash-up tra generi e l'hanno comparata alla sua hit del 2011 Super Bass. Va Va Voom, per MTV, rimane una traccia stand-out dall'album insieme a Beautiful Sinner, Come on a Cone e Beez in the Trap. Gina Serpe di E! News diede al video una recensione positiva, dicendo: "Bisogna dire che questo video ha qualcosa per ognuno. Iniziando da Nicki con il suo favoloso look".

## Video
Il video musicale è stato girato il 21 dicembre 2011 a Los Angeles ed è stato diretto da Hype Williams. Anche se Nicki scrisse su Twitter che i fan avrebbero amato il video, disse più tardi che non le piaceva il risultato finale, e che quindi non l'avrebbe pubblicato, ma ha detto che sarebbe comunque stato il singolo di lancio. Il video è stato mostrato per la prima volta a "E! News" il 26 ottobre 2012.
Il video inizia con un tramonto all'interno di una favola. Due unicorni appaiono galoppare sull'acqua, prima di Nicki Minaj appare con un compagno maschio (Robin Hood) alle sue spalle, e gli effetti speciali vengono visualizzati in tutto il video. Minaj e il ragazzo, vestito con un nobile abbigliamento continuerà a corteggiare Nicki Minaj, ma lei continua a tenere duro per non cedere. Nicki indossa un altro costume bizzarro (a forma di un unicorno) accompagnato da una parrucca bionda. Poi Minaj sembra somigliare a delle principesse della Disney, la Bella Addormentata e Biancaneve, Nicki si ritrova in una cucina a preparare un dolce, ma, durante la cottura, un cavaliere appare e la uccide con la sua spada . Successivamente sembra essere all'interno di una bara di vetro. Alla fine, Nicki tira una svolta sorprendente presentandosi come Regina malvagia e sedurre il compagno quando arriva per salvare "Snow White (Nicki)" dalla bara.

## Successo commerciale
Dopo l'uscita dell'album, Va Va Voom ha ricevuto 46 000 download, spingendola al suo debutto alla posizione numero 79 sulla Billboard Hot 100. Ha inoltre debuttato nella Billboard Canadian Hot 100 al numero 74. Il brano ha ottenuto anche successo nella Digital Songs statunitense e si è pazzata al numero 50 e al 45 sulla rispettiva graduatoria canadese. Dopo la sua uscita ufficiale, la canzone è rientrata nella Hot 100 alla posizione 98, sale poi alla 69, successivamente alla 46 e, come suo posizionamento massimo, alla 22, mentre in Canada è salita fino alla posizione 18. 

In Oceania la canzone ha debuttato al 36 nella classifica riservata ai singoli australiani, dove ha raggiunto il suo picco massimo nel Paese. È rimasta lì per due settimane non consecutive, apparendo nella classifica per sette settimane in tutto. La canzone è poi entrata all numero 29 in Nuova Zelanda e ha raggiunto in seguito la sua posizione massima alla numero 20, rimanendo in classifica solo per otto settimane. In Europa invece si è piazzata al numero 60 nella classifica tedesca raggiungendo il picco alla 34 dopo 9 settimane. In Francia è entrata alla posizione 179 ed è rimasta sul fondo della classifica per 8 settimane per poi elevarsi alla numero 68 e alla 52. In Svizzera è entrata in classifica alla posizione 68, poi è salita alla 62 e successivamente alla 47, mentre in Austria la canzone ha debuttato alla 53 ed è rimasta in classifica solo per una settimana.

## Classifiche
| Classifica (2012-13) | Posizione massima |
| -------------------- | ----------------- |
| Australia            | 36                |
| Austria              | 53                |
| Brasile              | 51                |
| Bulgaria             | 14                |
| Canada               | 18                |
| Estonia              | 29                |
| Finlandia            | 30                |
| Francia              | 54                |
| Germania             | 34                |
| Irlanda              | 13                |
| Norvegia             | 36                |
| Nuova Zelanda        | 20                |
| Polonia              | 19                |
| Regno Unito          | 20                |
| Repubblica Ceca      | 32                |
| Romania              | 52                |
| Slovacchia           | 19                |
| Stati Uniti          | 22                |
| Svezia               | 28                |
| Svizzera             | 47                |
| Ungheria             | 28                |

## Date di pubblicazione
| Regione     | Data di pubblicazione | Formato             |
| ----------- | --------------------- | ------------------- |
| Regno Unito | 12 settembre 2012     | Airplay radiofonico |
| Australia   | 24 settembre 2012     | Airplay radiofonico |
| Stati Uniti | 23 ottobre 2012       | Airplay radiofonico |
| Francia     | 9 novembre 2012       | Airplay radiofonico |